# Li Yuan (cestista)
Li Yuan (李缘S, Lǐ YuánP; Yantai, 29 maggio 2000) è una cestista cinese.

## Carriera
Con la Cina ha disputato i Giochi olimpici di Tokyo 2020, due edizioni dei Campionati mondiali (2018, 2022) e due dei Campionati asiatici (2019, 2021).